# Ангел Палев
Ангел Костов Палев е български революционер, деец на Вътрешната македоно-одринска революционна организация.

## Биография
Ангел Палев е роден в 1864 година в неврокопското българско село Ковачевица, тогава в Османската империя, днес в България. Присъединява се към ВМОРО още в 1893 година и заедно с още шест души основава революционен комитет в Ковачевица. Революционните дейци успяват да озаптят золумите на помаците от съседните села Горно Дряново, Осиково и Скребатно. Палев действа като легален деец, като превежда чети през границата. Малко преди избухването на Илинденско-Преображенското въстание през лятото на 1903 година става нелегален четник. Участва във въстанието с четата на Стоян Мълчанков и се сражава с войска при Балък дере. При потушаването на въстанието османците разрушават къщата му. Палев остава местен ръководител на ВМОРО до Балканската война в 1912 година и освобождението на Неврокопско.
На 30 март 1943 година, като жител на Ковачевица, подава молба за българска народна пенсия, която е одобрена и пенсията е отпусната от Министерския съвет на Царство България.
Синът му Стоян Палев в 1912 година е доброволец в Македоно-одринското опълчение и е част от четата на Георги Мяхов.